# Mondo cane 2000 - L'incredibile
Mondo cane 2000 - L'incredibile è un film documentario del 1988 diretto da Gabriele Crisanti e Stelvio Massi.
Il film arriva al pubblico due anni dopo Mondo cane oggi - L'orrore continua.
Prendendo spunto più da un film come Le facce della morte che dai mondo movie più riconoscibili come tali, questo documentario mostra violenze brutali, sesso, nudi, alcune curiosità dai vari paesi.

## Trama
Osserviamo i porno-taxi, gay-pride, pasticceria erotica, prostituzione infantile, bambini costretti a schiacciare foglie di coca (ciò provoca loro orribili ferite sulla pelle), commercio di pelle umana, bambini malati (scena molto forte). Secondo la tradizione del mondo movie, neppure gli animali sono risparmiati, anche se le crudeltà ai danni di essi si limitano a due scene: l'estrazione del cuore di una scimmia quand'essa è ancora viva, e l'operazione ai testicoli di un'altra scimmia per il testosterone.

## Distribuzione
Il film uscì nei cinema in Italia nel 1988. Nel 1989 fu distribuito in VHS dalla RCA - Columbia pictures. Del film non è ancora prevista un'edizione in DVD o in Blu-ray
Il film venne vietato ai minori di 18 anni.